# Бжозово (Кольненський повіт)
Бжозово (пол. Brzozowo) — село в Польщі, у гміні Кольно Кольненського повіту Підляського воєводства.
Населення — 151 особа (2011).
У 1975-1998 роках село належало до Ломжинського воєводства.

## Демографія
Демографічна структура станом на 31 березня 2011 року:
|          | Загалом | Допрацездатний вік | Працездатний вік | Постпрацездатний вік |
| -------- | ------- | ------------------ | ---------------- | -------------------- |
| Чоловіки | 76      | 19                 | 44               | 13                   |
| Жінки    | 75      | 14                 | 40               | 21                   |
| Разом    | 151     | 33                 | 84               | 34                   |